# Apatia (filosofia)
(Anassagora, rispondendo a colui che lo informava della morte del figlio )
L'apatia (in greco antico: ἀπάθεια?, apátheia), o impassibilità, è la virtù per eccellenza dello stoico, che come l'atarassia, ma con diversi effetti, consiste nell'assenza di passioni (páthos).

## Apatia e provvidenza
L'apatia è strettamente legata al concetto di provvidenza: poiché lo stoico sa che tutto è come deve essere, egli non si esalta né si abbatte, fermamente convinto che ogni evento, anche spiacevole, sia teso verso il bene.
Con essa, credevano i filosofi stoici, l'uomo poteva essere veramente felice, perché se ci si lasciava attrarre troppo dall'entusiasmo, una volta che le cose fossero andate storte, si sarebbe caduti nella delusione. È questa la differenza essenziale tra la tristezza e l'apatia.
Così descrive l'apatia il poeta romano Orazio:
In tale affermazione si nota quanto il concetto di apatia si allarghi all'interno dell'eclettica cultura romana fino ad inglobare posizioni epicuree come l'aurea mediocritas.
Da non confondersi l'apatia con l'atarassia, che si riferisce all'imperturbabilità del saggio di fronte alle passioni e desideri tale da generare in lui una condizione di serenità e tranquillità (piacere catastematico, stabile).
Nell'atarassia l'uomo è quindi soddisfatto della sua condizione e rinuncia ad ogni azione per modificarla, al contrario per lo stoico l'apatia è la liberazione delle passioni per intraprendere un nuovo percorso, libero da sentimenti, quello condotto sotto il segno della razionalità.

## Nel cristianesimo
L'impassibilità di Dio Padre è esplicitamente affermata nel Credo di Aquileia (età apostolica), professione di fede condivisa anche da Roma, Alessandria e Gerusalemme. 
Nel cristianesimo greco l'απάθεια indica l'obbedienza dei monaci nei confronti del loro superiore: i monaci non vivono seguendo il loro libero arbitrio, fanno voto di essere sottomessi (sudditanza) all'autorità di un abate. Se il pathos nel pensiero cristiano diventa la volontà che ognuno esercita su di sé, l'apàtheia, in quanto obbedienza assoluta, «libera» da un simile arbitrio individualistico.
Un ulteriore esempio di completa sudditanza cristiana è quello offerto dall'ordine della Compagnia di Gesù dove, analogamente al valore militare della disciplina, i gesuiti pronunciano un voto di obbedienza al papa secondo la formula perinde ac cadaver, "come se fosse un cadavere" o “a corpo morto”.